# Đội tuyển Fed Cup Cộng hòa Dominica
Đội tuyển Fed Cup Cộng hòa Dominica đại diện Cộng hòa Dominica ở giải đấu quần vợt Fed Cup và được quản lý bởi Liên đoàn Quần vợt Dominica.  Đội hiện tại thi đấu ở Nhóm II khu vực châu Mỹ.

## Lịch sử
Cộng hòa Dominica tham gia kì Fed Cup đầu tiên vào năm 1990.  Thành tích tốt nhất của họ là vào vòng 32 đội năm 1990.